# Сайда (район)
Сайда (араб. قضاء صيدا‎) — один из 25 районов Ливана, входит в состав провинции Южный Ливан. Административный центр района — город Сайда.

## География
Район расположен в юго-западной части Ливана и занимает площадь 275 км². На севере граничит с районом Шуф, на северо-востоке — с районом Джеззин, на востоке — с районом Набатия, на юге — с районом Тир, на западе омывается водами Средиземного моря.

## Муниципалитеты
Административно район разделён на 42 муниципалитета.